# Río Chico (departement van Tucumán)
Río Chico is een departement in de Argentijnse provincie Tucumán. Het departement (Spaans:  departamento) heeft een oppervlakte van 585 km² en telt 52.925 inwoners.

## Plaatsen in departement Río Chico
- Aguilares
- El Polear
- Los Sarmientos y La Tipa
- Monte Bello
- Santa Ana